# Las Flores, Guanajuato
Las Flores är en ort i Mexiko.   Den ligger i kommunen Doctor Mora och delstaten Guanajuato, i den centrala delen av landet, 230 km nordväst om huvudstaden Mexico City. Las Flores ligger 2 069 meter över havet och antalet invånare är 394.
Terrängen runt Las Flores är platt söderut, men norrut är den kuperad. Terrängen runt Las Flores sluttar söderut. Runt Las Flores är det ganska tätbefolkat, med 120 invånare per kvadratkilometer. Närmaste större samhälle är San Luis de la Paz, 19,8 km norr om Las Flores. Trakten runt Las Flores består till största delen av jordbruksmark.